# ジュゼッペ・デ・ニッティス
ジュゼッペ・デ・ニッティス（Giuseppe De Nittis、1846年2月25日 - 1884年8月21日）は19世紀後半のイタリアの画家である。パリで印象派の画家たちと活動した。

## 略歴
イタリア南部の港町、バルレッタで生まれた。バルレッタの画家、 Giovanni Battista Calòのもとで学んだ後、ナポリの美術学校（Accademia di Belle Arti di Napoli）でロマン派の画家、ジュゼッペ・マンチネッリやガブリエーレ・スマルジアッシに学んだ。1864年にすでにナポリの展覧会で賞を得た。 
1867年にパリに出て、画商のアドルフ・グーピルと契約を結び、よく売れる風俗画を書くことを求められた。パリで展覧会に出展し、少し知られるようになった後、イタリアに戻り、ヴェスヴィオ山などの風景画を描いた。
1872年に、再びパリに出て、この時はグーピルとの契約は結ばず、サロン・ド・パリに出展し、1874年に出展した絵画で成果を上げた.。同じ年にナダールのスタジオで開かれた印象派の展覧会(「画家、彫刻家、版画家などによる共同出資会社の第1回展」、第1回印象派展と呼ばれる）に、エドガー・ドガから出展を求められた。ドガは当時のパリに滞在したイタリアの画家たち、テレマコ・シニョリーニ、ジョヴァンニ・ボルディーニ、フェデリコ・ザンドメーネギらと親しかった。デ・ニッティスは5点の絵画を出展した。デ・ニッティスの絵画を、受け入れない印象派の画家もいて、その後、デ・ニッティスは印象派の展覧会には参加しなくなった。その年ロンドンに渡り、ロンドンの人々を題材に描いた。
1878年のパリの万国博覧会に出展した作品で高い評価を受けた。フランス政府から、レジオンドヌール勲章を受勲した。パリで没した。

## 作品

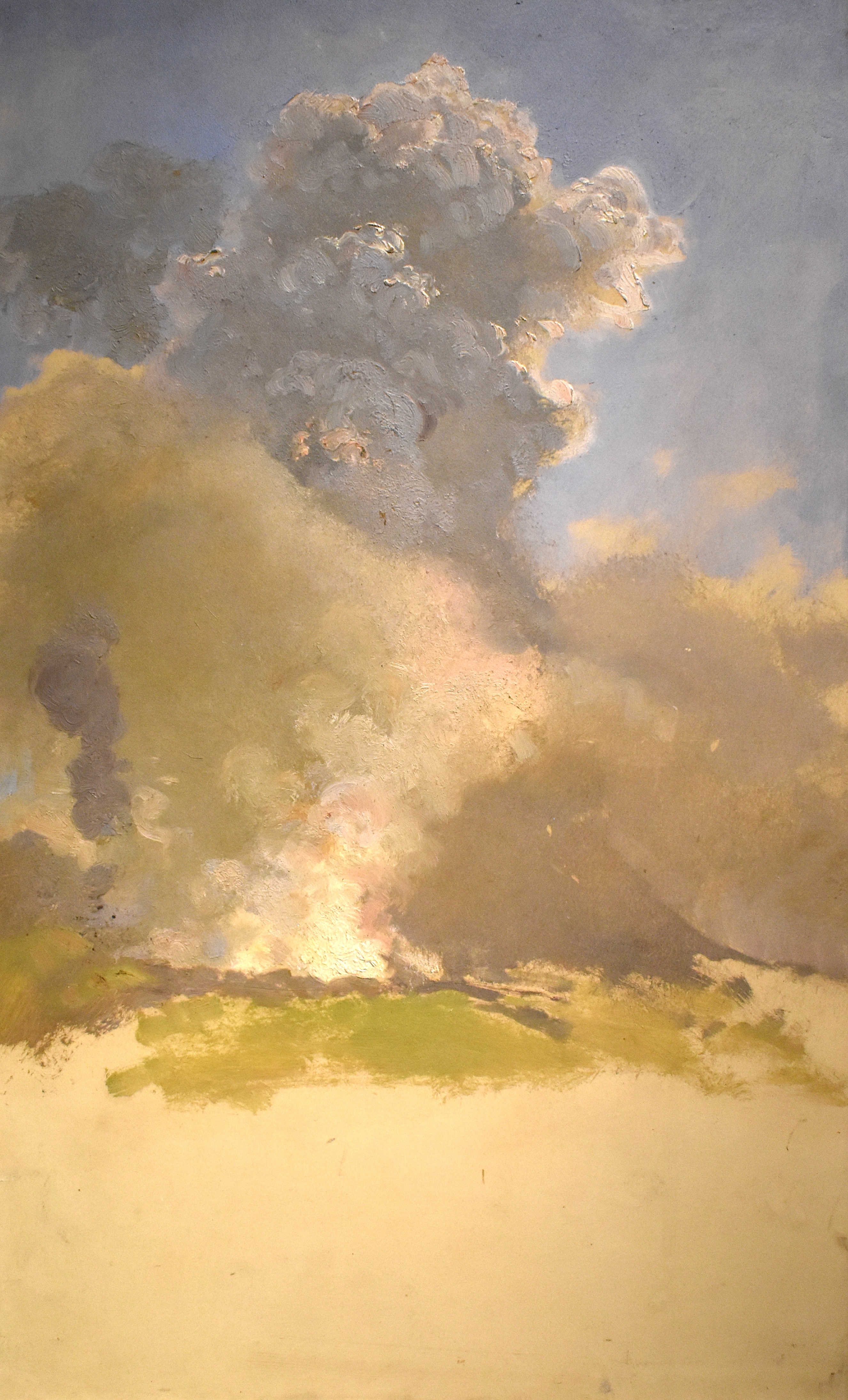
ヴェスヴィオ山の噴火(1872)
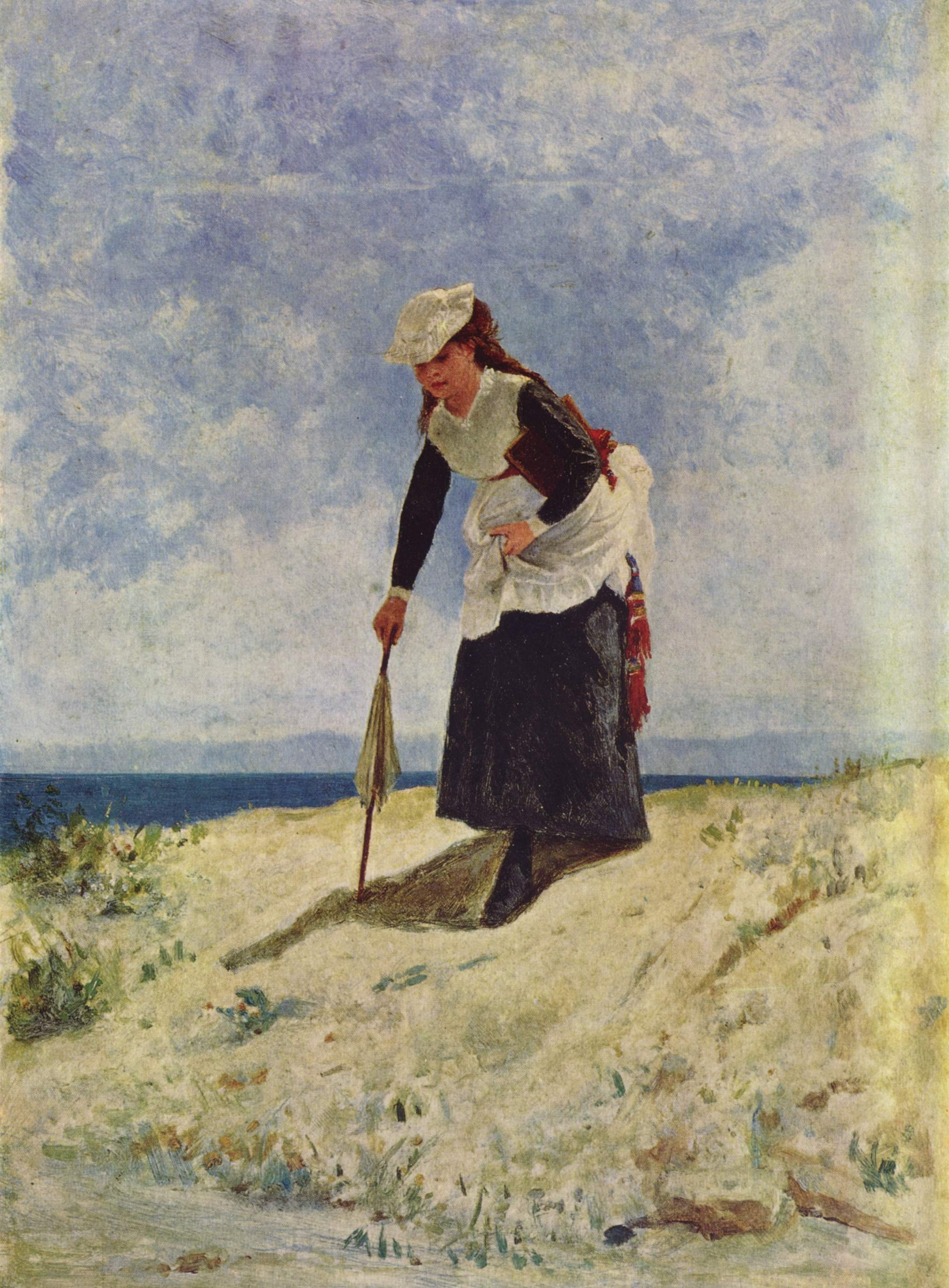
「砂浜の娘」
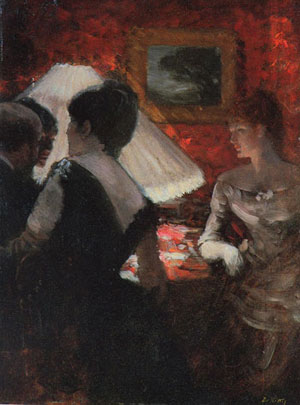
「ランプシェードの近くで」(ca.1880)
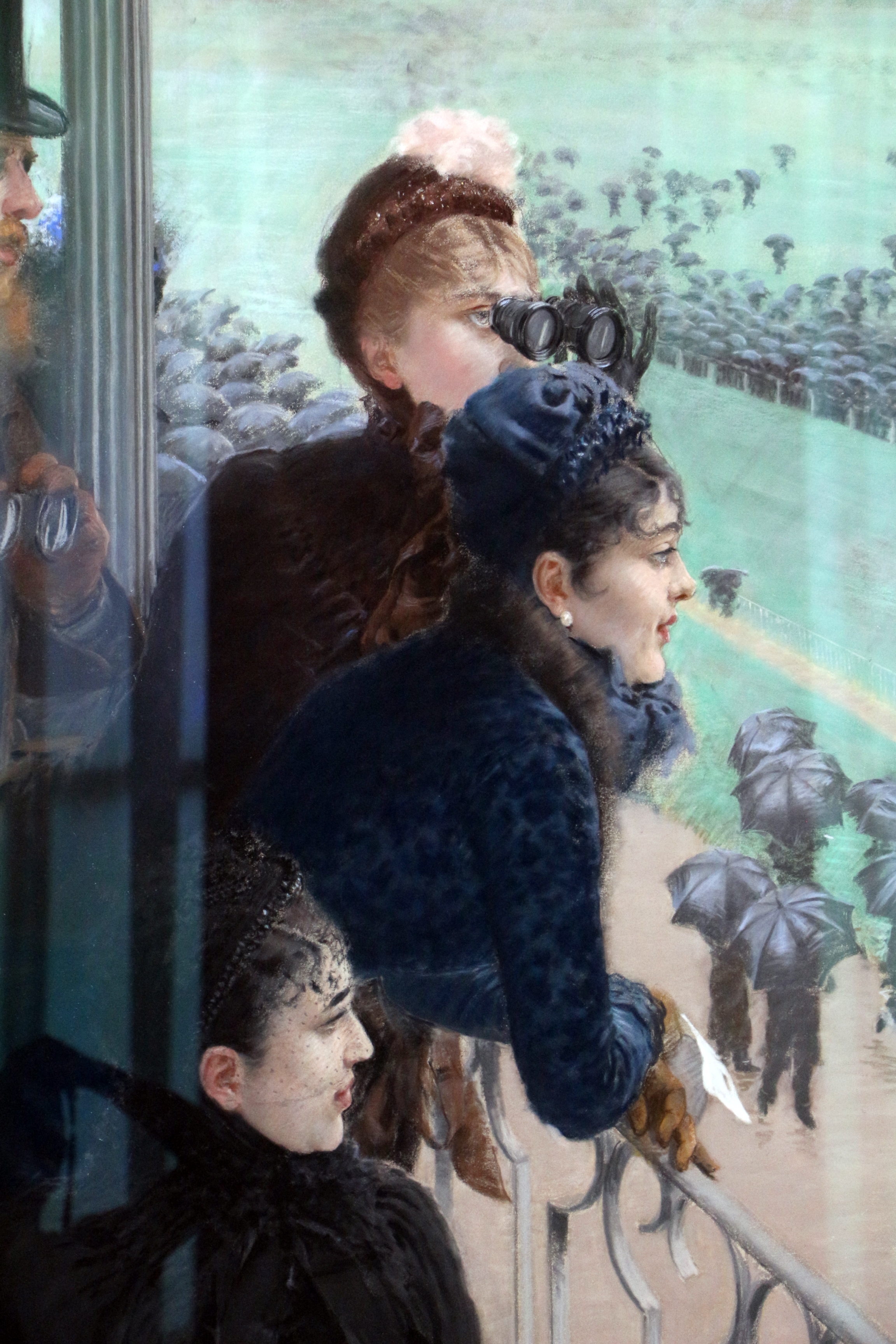
「ブローニュの森のレース」(1881)
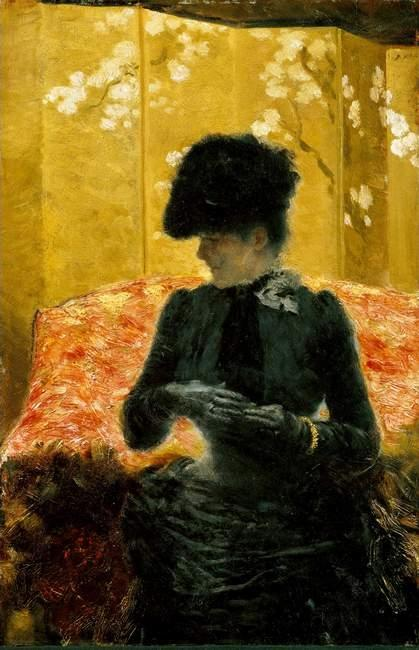
「赤いソファーの女性」(1883)
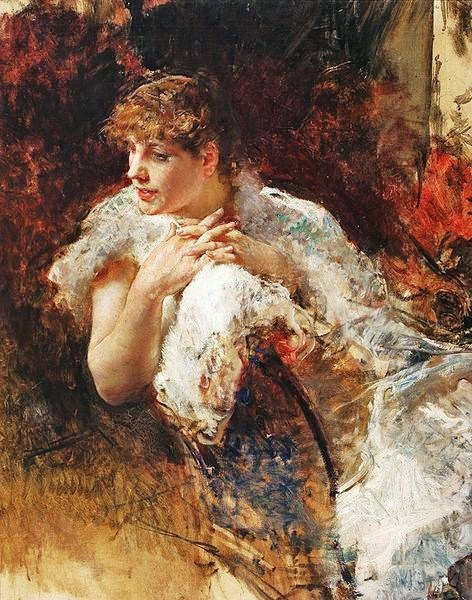
「ナポリの女性」